# П'єр ван дер Вестгейзен
П'єр ван дер Вестгейзен (18 серпня 2003 , Bellville, Західна Капська провінція ) — австралійський веслувальник на каное, срібний призер Олімпійських ігор 2024 року.

## Виступи на Олімпіадах
| Олімпіада  | Дисципліна                    | Місце |
| ---------- | ----------------------------- | ----- |
| Париж 2024 | байдарки-четвірки, 500 метрів | 2     |

## Зовнішні посилання
- П'єр ван дер Вестгейзен на сайті International Canoe Federation (англійська)
- П'єр ван дер Вестгейзен на сайті Olympics.com (англійська)
- П'єр ван дер Вестгейзен на сайті Olympedia (англійська)
- П'єр ван дер Вестгейзен на сайті Australian Olympic Committee (англійська)